# Belenense Futebol Clube (Pará)
Belenense Futebol Clube, conhecido simplesmente como Belenense, é um clube de futebol brasileiro sediado em Belém, no estado do Pará. Foi fundado em 28 de abril de 2021, originalmente sob o nome de Grêmio Desportivo Carajás, e atualmente disputa o Campeonato Paraense de Futebol - Série A3.

## História
Fundado em 28 de abril de 2021 em Belém como Grêmio Desportivo Carajás, o clube fez sua estreia no futebol profissional ao disputar o Campeonato Paraense de Futebol - Série A2 (conhecida popularmente como “Segundinha”) em 2022, utilizando como mandos de campo o Centro Esportivo da Juventude (CEJU). No final de 2022, o empresário Sandro Raimundo Santos adquiriu o clube, alterou o nome para Belenense, criou novo escudo e estatuto, quitou dívidas (dívida acima de R$20 mil com a CBF), e focou em revelar talentos locais.

## Estatísticas
|  | Participações em 2025 |

| Competição | Competição | Temporadas | Melhor campanha             | Estreia | Última | P | R |
| Pará       | Série A2   | 1          | Primeira fase (2022)        | 2022    | 2022   | 0 | 1 |
| Pará       | Série A3   | 3          | Primeira fase (2023 e 2024) | 2023    | 2025   | 0 | - |